# جنگل‌های مختلط بالتیک
جنگل‌های مخلوط بالتیک (به لاتین: Baltic mixed forests) یک منطقهٔ مسکونی و جنگل در دانمارک است.